# Lourdes Coll i Pérez
Lourdes Coll Pérez (Canet de Mar, Maresme, 23 de juliol de 1982) és una jugadora d'hoquei sobre patins, ja retirada. Formada al Club Hoquei Canet, va jugar quatre temporades al Club Hoquei Mataró. Encara en edat juvenil, va ser internacional amb la selecció espanyola d'hoquei sobre patins, aconseguint un subcampionat d'Europa d'hoquei sobre patins (1999). Va retirar-se de la competició l'any 2000.